# Tyana monosticta
Tyana monosticta är en fjärilsart som beskrevs av George Francis Hampson 1912. Tyana monosticta ingår i släktet Tyana och familjen trågspinnare. Inga underarter finns listade i Catalogue of Life.